# Luke Perry
Coy Luther "Luke" Perry III, född 11 oktober 1966 i Mansfield i Ohio, död 4 mars 2019 i Burbank i Kalifornien, var en amerikansk skådespelare. Han fick sitt genombrott som Dylan McKay i TV-serien Beverly Hills. Han spelade även rollen som pastor Jeremiah Cloutier i fängelsedramaserien Oz. Från 2017 och fram till sin död spelade han rollen som Fred Andrews i TV-serien Riverdale. Perrys sista roll blev i Quentin Tarantinos film Once Upon a Time in Hollywood.
Perry var gift med Rachel Minnie Sharp från 1993 till 2003. Paret hade två barn. Luke Perry drabbades av en stroke den 27 februari 2019 som ledde till hans död.

## Filmografi (urval)
- 1990–2000 – Beverly Hills (TV-serie) (199 avsnitt)
- 1992 – Buffy vampyrdödaren
- 1994 – 8 Seconds
- 1996 – Normal Life
- 1997 – Det femte elementet
- 2001–2002 – Oz (TV-serie) (tio avsnitt)
- 2001 – The Triangle
- 2002–2004 – Jeremiah (TV-serie) (34 avsnitt)
- 2007 – Alice Upside Down
- 2007 – John from Cincinnati (TV-serie) (tio avsnitt)
- 2009 – Äntligen midsommar!
- 2010 – The Final Storm
- 2017–2019 – Riverdale (TV-serie) (48 avsnitt, pågår fortfarande)
- 2019 – Once Upon a Time in Hollywood